# Rhinoclemmys pulcherrima
La tortuga dragón (Rhinoclemmys pulcherrima), también conocida como tortuga de bosque, tortuga de castilla, tortuga pintada de bosque, tortuga pintada de monte ó jicotea pintada  es una especie de tortuga de la familia Geoemydidae autóctona de América Central.

## Subespecies
Han sido reportadas cuatro subespecies:
- R. p. incisa (Bocourt, 1868) - Tortuga dragón chiapaneca; Presente en Oaxaca y Chiapas (México), Guatemala, El Salvador, Honduras y norte de Nicaragua.
- R. p. manni (Dunn,1930) - Tortuga dragón centroamericana; Presente del sur de Nicaragua y el norte de Costa Rica.
- R. p. pulcherrima (Gray, 1855) - Tortuga dragón sureña; Presente en los Estados de Michoacán, Oaxaca y Guerrero (México).
- R. p. rogerbarbouri (Ernst, 1978) - Tortuga dragón norteña; Presente en los Estados de Sonora, Sinaloa y Jalisco (México).

## Alimentación
Son animales omnívoros, es decir que se alimentan de toda clase de vegetales en especial la lechuga verde, pero en muchos casos se pueden alimentar de concentrado para tortuga ya que contienen nutrientes  necesarios para variar en su dieta y gozar de una alimentación sana. Este tipo de alimentos pueden encontrarse en  cualquier tienda para animales.
Su alimento en la naturaleza consiste en insectos pequeños y lombrices de tierra junto con hierbas comestibles y frutas entre las cuales están el Guineo, Mango, Marañón y Papaya.

## Tamaño
Su periodo de anidación es entre mayo y diciembre. En 1988 se describió dicho proceso indicando que incluía cinco pasos básicos. 
1. La hembra se ancla al suelo por sus patas delanteras y excava con movimientos alternados de las patas traseras. Las garras ayudan a fragmentar los terrones, la tierra se lanza hacia atrás. Puede detenerse por períodos cortos, y después de aproximadamente una hora, el agujero es de alrededor de 10 cm de profundidad. 
2. La cola se mueve verticalmente unos pocos minutos. 
3. Una sustancia translúcida y gruesa comienza a caer desde la cloaca, y la puesta de huevos comienza. La cabeza se retrae tres veces en el caparazón cada vez que se pone un huevo (alrededor de 1-3 huevos). El intervalo entre la deposición de cada huevo es de 2-3 minutos. Normalmente los huevos miden unos 4,6 x 2,9 cm.
4. Los huevos se apilan en la parte inferior con las patas, y la oscilación de la cola continúa por alrededor de 10 minutos después de la oviposición.
5. Cubre los huevos con tierra (pequeñas cantidades inicialmente) que toma unos 25 minutos.

## Infancia

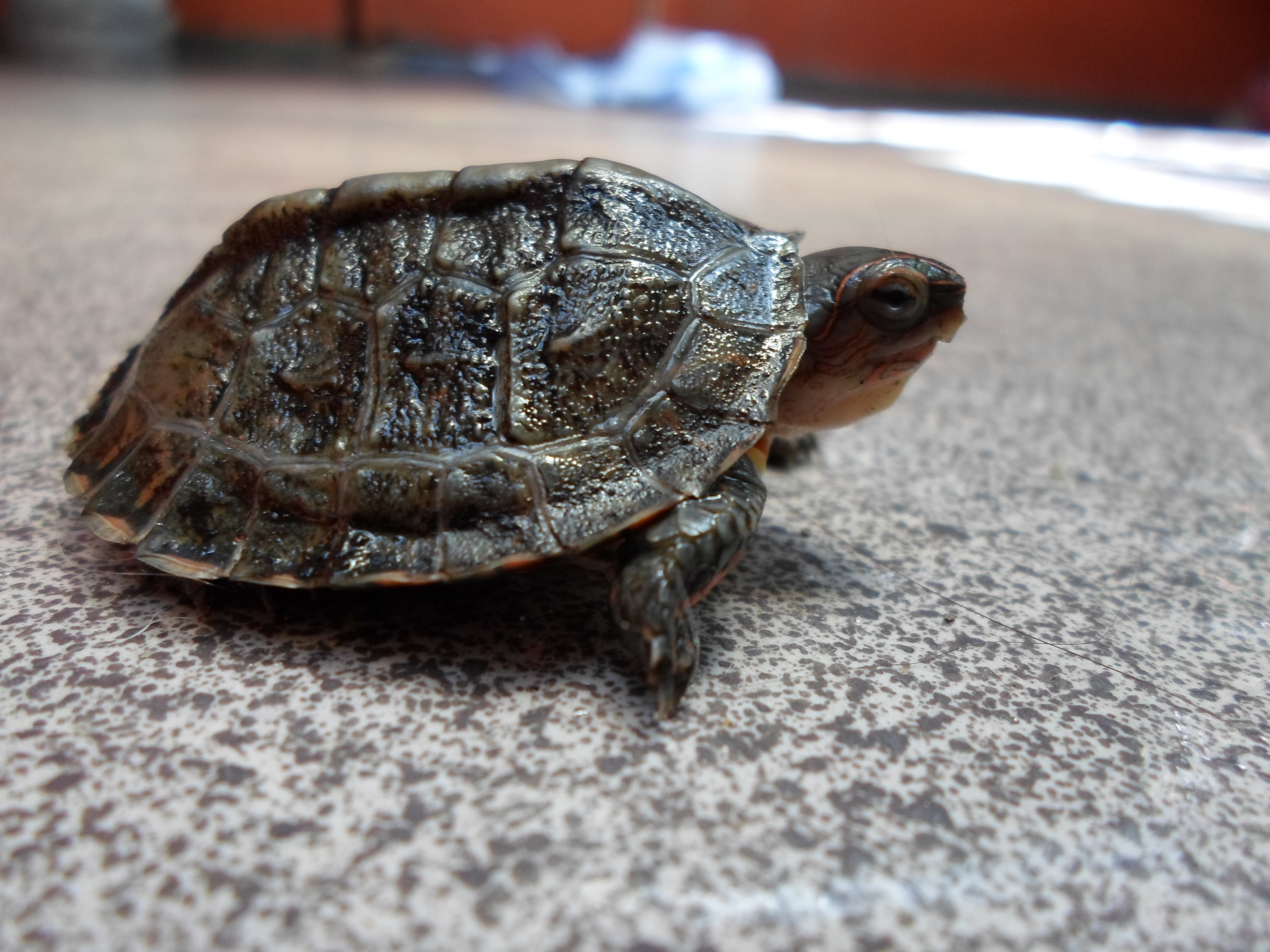
Son muy comunes en El Salvador tanto en la naturaleza como en los hogares ya que son omnívoras no son difíciles de cuidar.

Después de nacer su caparazón mide 4.2 cm de ancho por 4.5 cm de largo, sus patas completamente extendidas 2.0 cm de largo, su cuello estirado y su cabeza 1.5 cm de largo y 1.0 cm de ancho. Pasan escondidas entre las hojas buena parte del día  y solo salen en busca de agua y comida, aunque algunos son muy activos.  

Cría de una Rhinoclemmys Pulcherrima originaría de El Salvador.
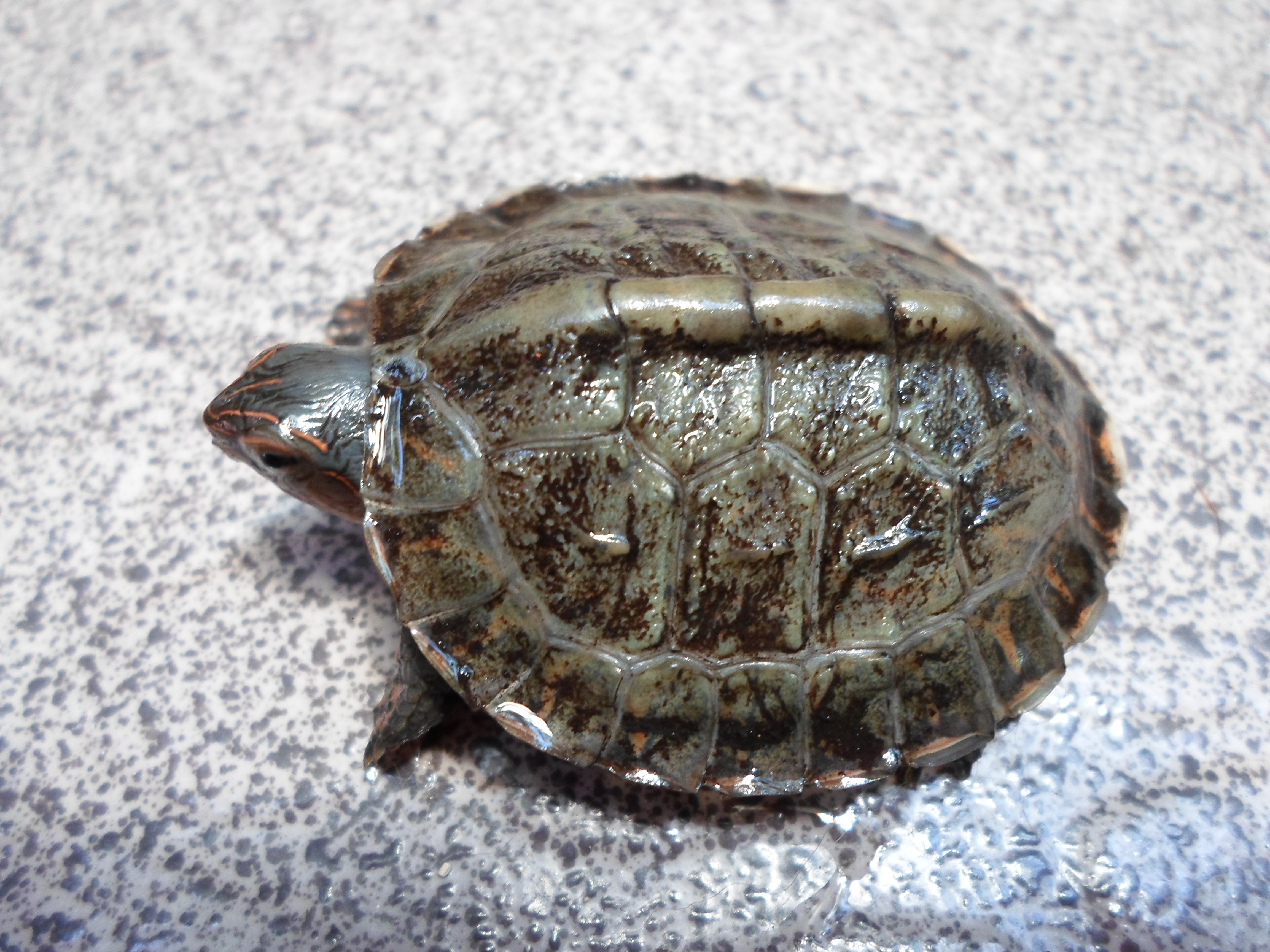
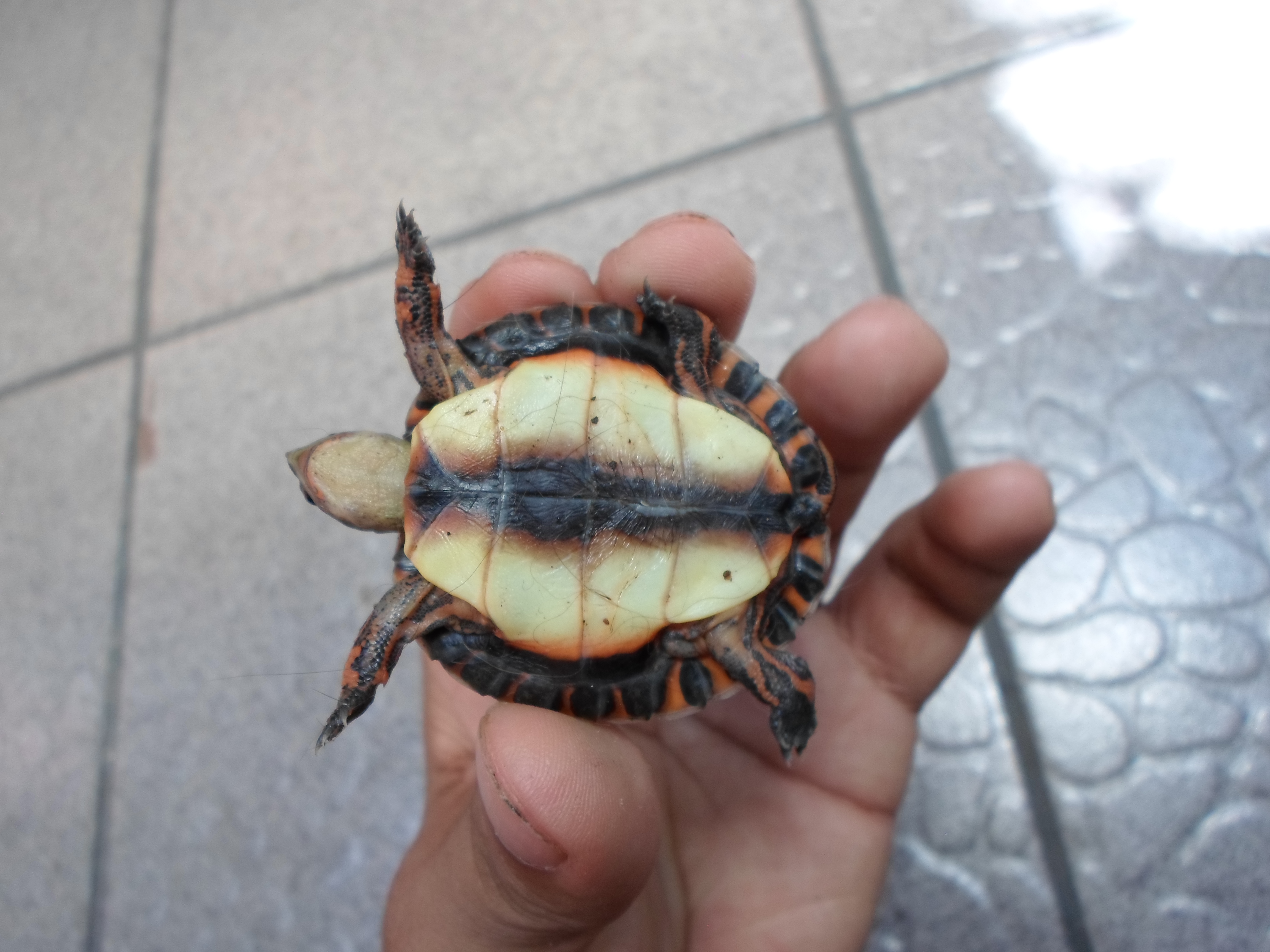
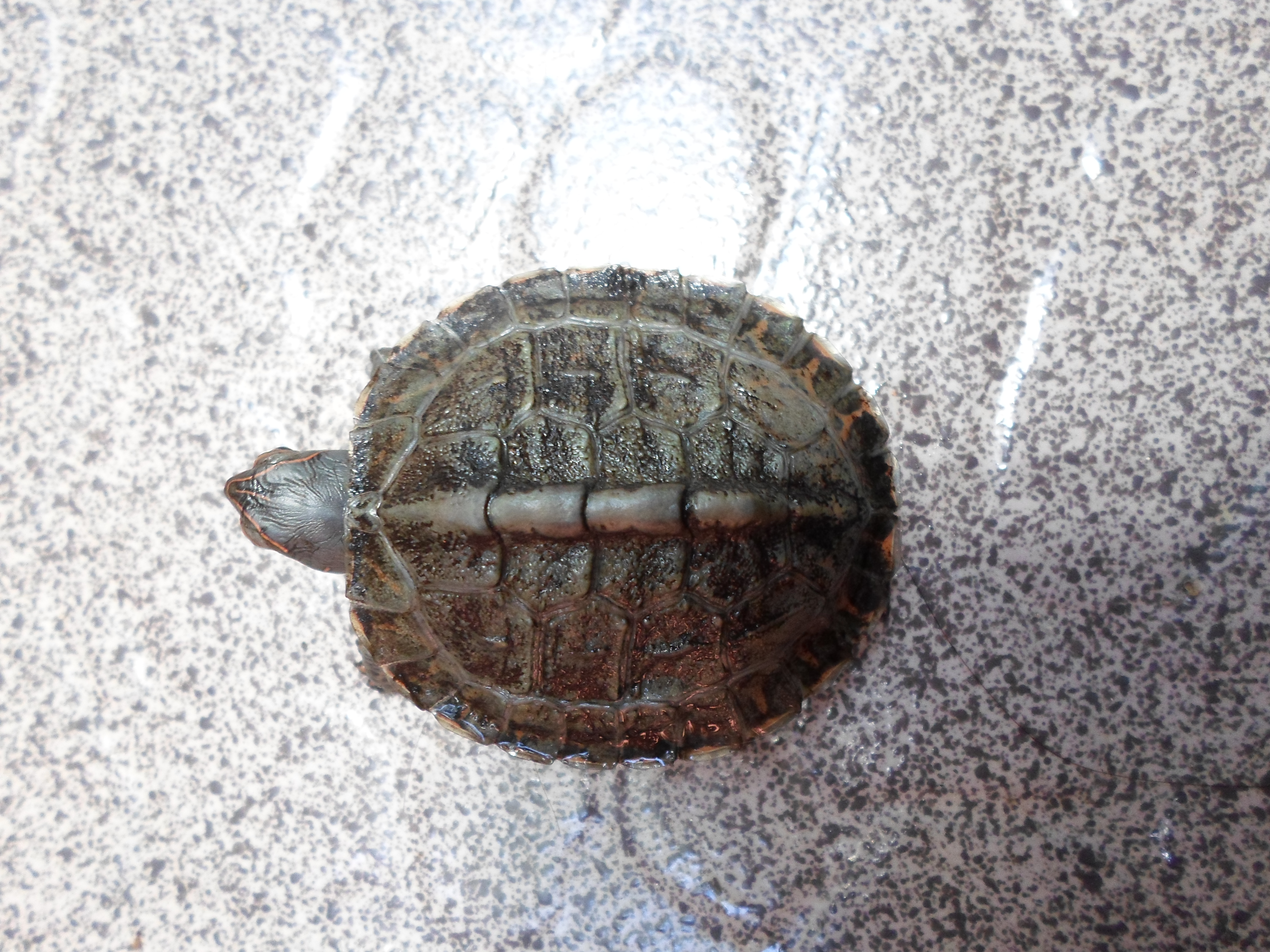